# Gadchiroli
Gadchiroli, est une ville et un conseil municipal du district de Gadchiroli dans l'État indien du Maharashtra. Lors du recensement de l'Inde de 2011, sa population s'élève à 54 152 habitants.